# Dactyl

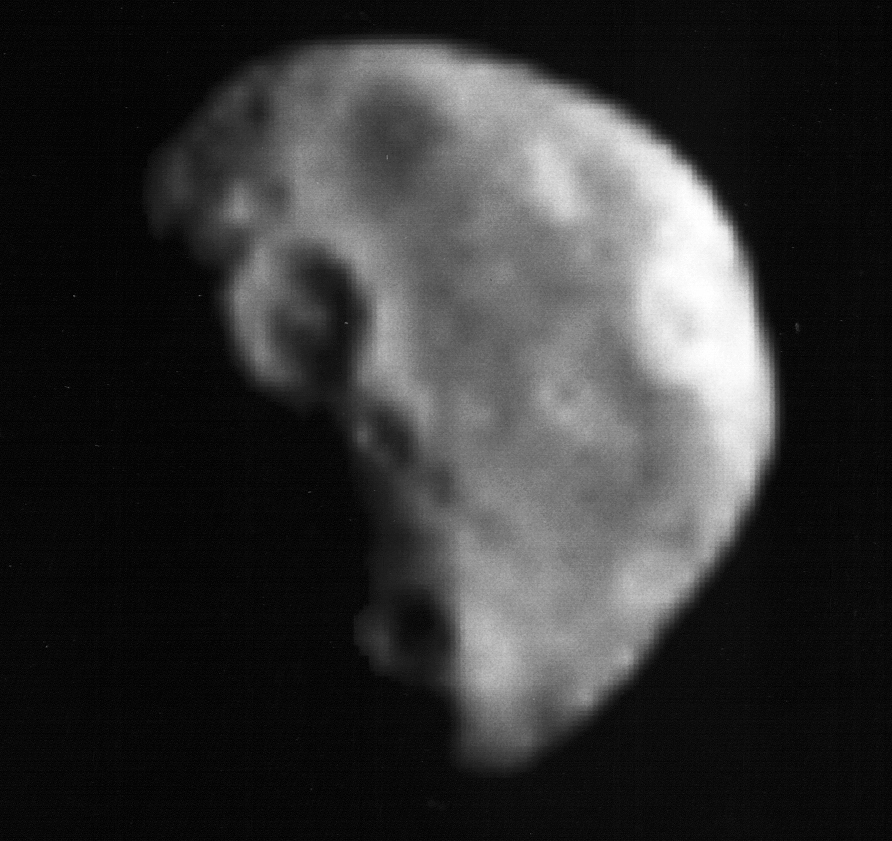
Dactyl, foto: NASA

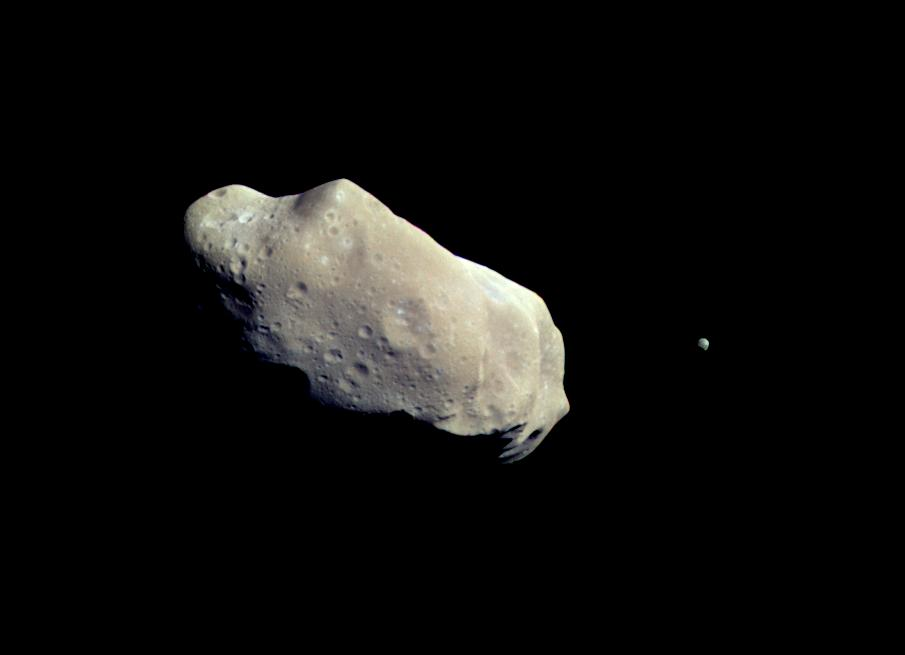
Ida met Dactyl, foto: NASA

Dactyl, officieel (243) Ida I Dactyl, is de maan van planetoïde Ida en beweegt daar op een gemiddelde afstand van 108 km omheen, met een omlooptijd van 1,54 dagen. Zijn grootste diameter is ongeveer 1,6 kilometer. Het was de eerste maan van een planetoïde die werd ontdekt. 
Dit gebeurde in 1993 dankzij de ruimtesonde Galileo.
Sindsdien zijn nog veel meer manen van planetoïden ontdekt.
Het bestaan van Dactyl is een belangrijke aanwijzing voor de theorie dat Ida pas relatief laat is ontstaan als gevolg van een botsing van een groter lichaam. De andere mogelijkheid, namelijk dat Dactyl door de zwaartekracht van Ida is 'ingevangen', wordt bijzonder onwaarschijnlijk geacht.
De maan is vernoemd naar de Dactylen.